# Léonie Matthis
Léonie Matthis (Troyes, 13 de mayo de 1883-Turdera, 31 de julio de 1952) fue una pintora francesa. Pintó más de doscientos cuadros hispanoamericanos y paisajes argentinos, y fue una de las primeras mujeres admitidas por la Escuela Nacional Superior de Bellas Artes de París. Fue admitida en el examen de ingreso en 1904.

## Biografía
Nació en Troyes, Francia en 1883. De allí se mudó a Buenos Aires, Argentina, después de casarse con el artista Francisco Villar. Hizo muchos viajes por Latinoamérica, entre ellos la quebrada de Humahuaca y Tilcara. En 1939 pasó por Perú y Bolivia.
Produjo la primera serie de trece grandes cuadros titulada “Historia de la Patria a través de la Plaza de Mayo” con motivo del IV Centenario de la Fundación de Buenos Aires en 1936.
Su estilo retrata la época colonial en Argentina, pero sin centrarse en los acontecimientos políticos o históricos sino en escenas de la vida diaria de las personas o el aspecto de los edificios.

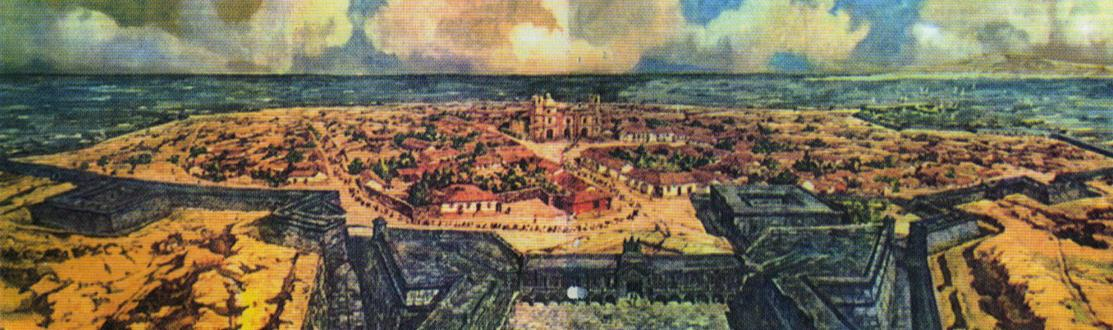
Leonie Matthis, Panorámica de Montevideo

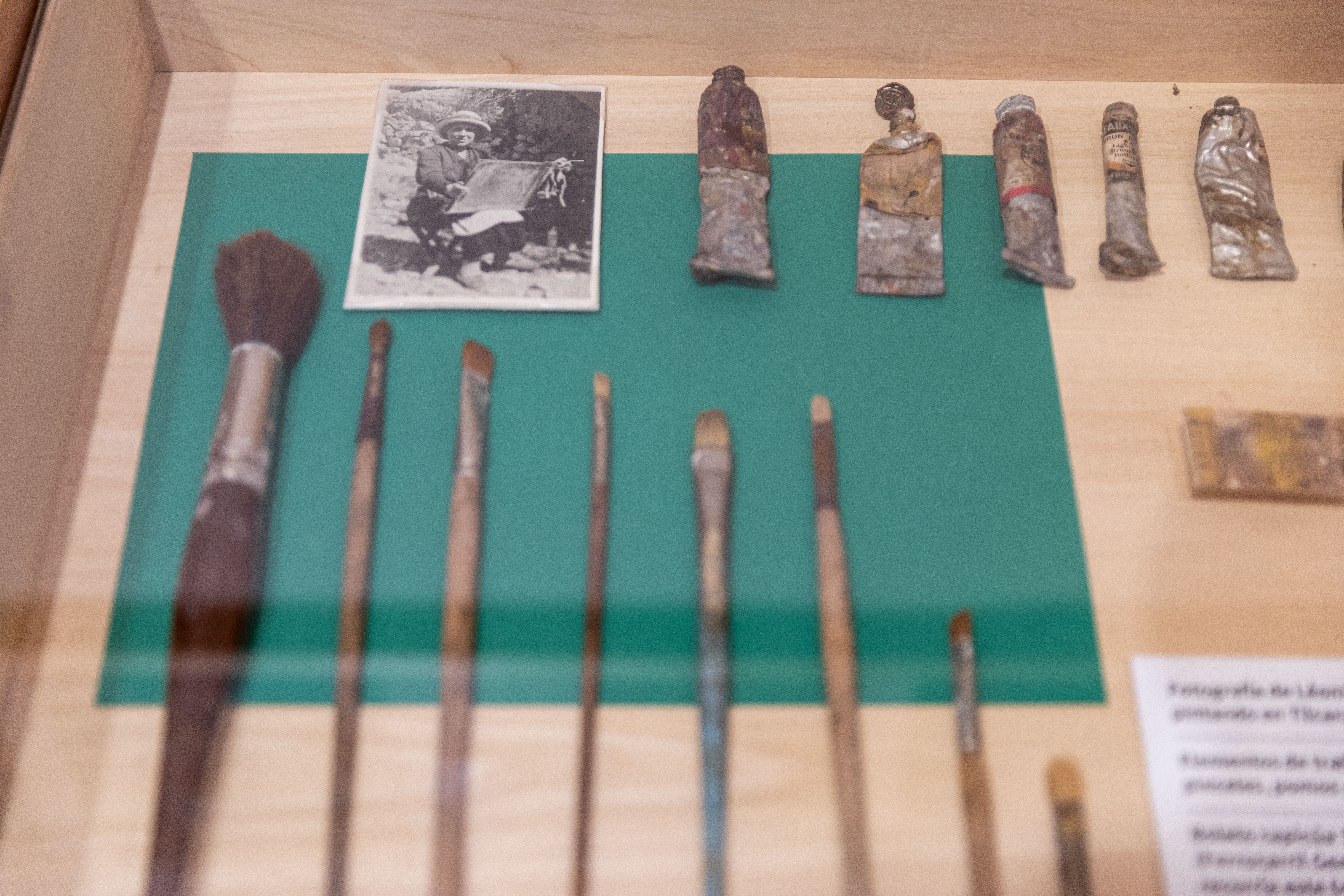
Fotografía y objetos de pintura de Léonie Matthis

## Reconocimientos
Primer Premio Único para Extranjeros, Salón Nacional, Buenos Aires, 1919.